# Mary McCartney
Pour les articles homonymes, voir McCartney.
Mary Anna McCartney (anciennement McCartney-Donald) est une photographe britannique. Elle est le premier enfant biologique du couple de musicien rock Linda Eastman McCartney et de Paul McCartney, Mary a reçu ce prénom en honneur de sa grand-mère paternelle, mentionnée notamment dans le morceau des Beatles Let It Be.

## Biographie
Mary a une demi-sœur aînée appelée Heather McCartney (née Heather Louise See en 1962 de l'union de Linda et de Joseph Melville See Jr.), et qui a été adoptée par Paul McCartney lorsqu'il a rencontré Linda Eastman . Elle a également une sœur cadette Stella (née en 1971), et un frère James McCartney (né en 1977). Sa mère Linda est décédée d'un cancer du sein en 1998. Enfin, Mary a une autre demi-sœur, Béatrice Milly McCartney, née en 2003, de son père et de sa seconde épouse Heather Mills.
La plus célèbre photographie de Mary McCartney, lorsqu’elle est encore bébé, est prise par sa mère où on l’aperçoit blottie à l'intérieur de la veste de son père, sur le verso de la pochette de son premier album solo, McCartney.
Après sa naissance, Paul et Linda forment le groupe Wings, avec qui elle (et ses frère et sœurs) parcourront le globe de concert en concert de 1971 à 1981.
Elle suit les pas de sa mère et devient comme elle photographe professionnelle.
En 2022, elle réalise un documentaire intitulé If These Walls Could Sing (en) qui raconte l'histoire des studios Abbey Road.
Elle est végétarienne depuis son enfance et se passionne, comme le reste de sa famille, pour les droits des animaux

## Publications
- Food: Vegetarian Home Cooking (2012)
- At My Table: Vegetarian Feasts for Family and Friends (2015).